# Agostino Coletto
Agostino Coletto (Avigliana, Piamonte, 14 de agosto de 1927 - Pino Torinese, 1 de junio de 2016) fue un ciclista italiano que fue profesional entre 1952 y 1961.
En su palmarés destacan dos ediciones de la Milà-Turín (1954, 1958) y haber quedado tres veces entre los 10 primeros a los Giro de Italia, siendo la 3ª posición de 1956 la mejor clasificación de todas.

## Palmarés
1954
- Milán-Turín
- 1 etapa de la Roma-Nápoles-Roma

1955
- Locarno (con Pietro Giudici y Gastone Nencini)
- 1 etapa de la Roma-Nápoles-Roma

1958
- Milán-Turín

## Resultados en las Grandes Vueltas y Campeonatos del Mundo
| Carrera         | 1952 | 1953 | 1954 | 1955 | 1956 | 1957 | 1958 | 1959 | 1960 | 1961 |
| --------------- | ---- | ---- | ---- | ---- | ---- | ---- | ---- | ---- | ---- | ---- |
| Giro de Italia  | -    | 20º  | 11º  | 5º   | 3º   | Ab.  | 21º  | 35º  | 10º  | 14º  |
| Tour de Francia | -    | -    | -    | 12º  | 27º  | -    | -    | -    | -    | -    |
| Vuelta a España | -    | -    | -    | -    | -    | -    | -    | -    | -    | -    |
| Mundial en Ruta | -    | -    | Ab.  | 12º  | -    | -    | -    | -    | -    | -    |

-: no participa 

Ab.: abandono 